# Вила Челијера
Вила Челијера (итал. Villa Celiera) је насеље у Италији у округу Пескара, региону Абруцо.
Према процени из 2011. у насељу је живело 231 становника. Насеље се налази на надморској висини од 728 м.

## Становништво
| 1931. | 1936. | 1951. | 1961. | 1971. | 1981. | 1991. | 2001. | 2011. |
| ----- | ----- | ----- | ----- | ----- | ----- | ----- | ----- | ----- |
| 1.507 | 1.560 | 1.754 | 1.487 | 1.216 | 1.034 | 987   | 890   | 747   |